# Abd al-Ilah
Abd al-Ilah do Hejaz (14 de novembro de 1913 - 14 de julho de 1958) foi primo e cunhado do rei Gazi do Reino Hachemita do Iraque e foi regente de seu sobrinho, o rei Faiçal II, de 4 de abril de 1939 a 23 Maio de 1953, quando Faisal atingiu a maioridade. Abd al-Ilah também deteve o título de Príncipe Herdeiro do Iraque de 1943 a 1953.
Abd al-Ilah foi morto junto com o resto da família real iraquiana na Revolução de 14 de Julho de 1958, que pôs fim à monarquia Hachemita no Iraque. Seu corpo foi mutilado, arrastado pelas ruas de Bagdá e, por fim, queimado.

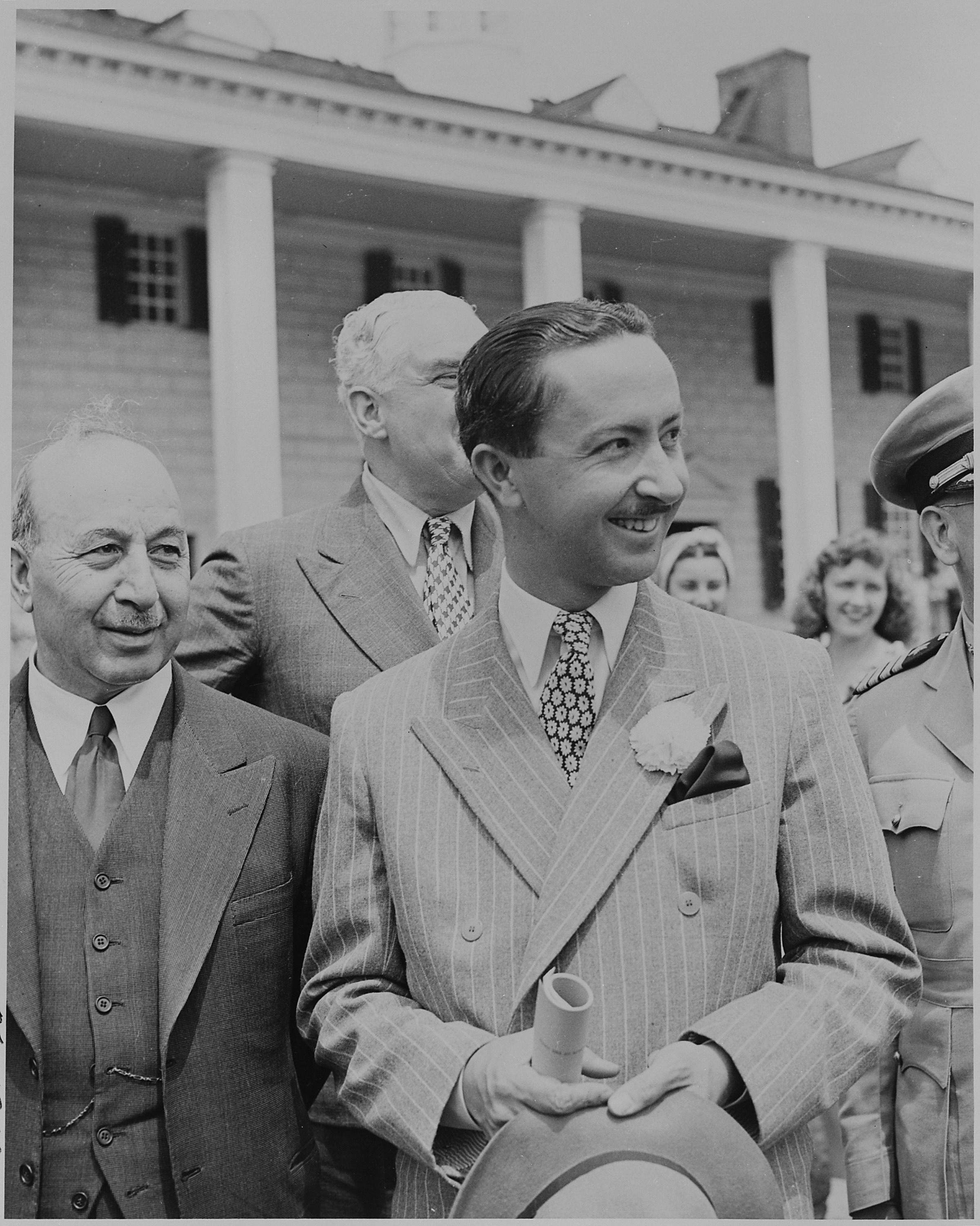
Abd al-Ilah em Mount Vernon em 1945.

Nascido filho e herdeiro do rei Ali do Hejaz, que era o irmão mais velho do rei Faiçal I do Iraque e irmão de Aliya bint Ali. Sua família fugiu de Hejaz quando Ibn Saud de Nejd usurpou a autoridade de seu pai. Após a morte do Rei Ghazi em um acidente de automóvel, Abd al-Ilah assumiu o poder no Iraque como regente do menor de idade Rei Faiçal II.

## Golpe de Estado Iraquiano de 1941
Durante a Segunda Guerra Mundial, Abd al-Ilah foi deposto brevemente pelo ex-primeiro-ministro Rashid Ali al-Gaylani. Rashid Ali liderou um golpe de estado pró- alemão contra o governo pró-britânico de Abd al-Ilah. Depois de fugir do país, Abd al-Ilah foi substituído como regente por Sharaf bin Rajeh, um parente idoso e religioso de Faiçal II. Abd al-Ilah, temendo pela sua vida, foi levado por uma rota de fuga ousada que o levou através da embaixada dos EUA em Bagdá até à base da RAF em Habbaniya, antes de chegar à segurança do navio de guerra britânico HMS <i id="mwTQ">Cockchafer</i> e, eventualmente, à cidade de Jerusalém. O regente deposto passou seu tempo com o ex-primeiro-ministro Nuri al-Said como refugiado em Amã. Durante o seu tempo no exílio, Abd al-Ilah foi hóspede do seu tio Abdullah, o Emir da Transjordânia.
Em 2 de maio, o Reino Unido lançou uma ofensiva contra os rebeldes iraquianos. Em 26 de maio, o The New York Times Americano informou que Abd al-Ilah havia convocado uma revolta de líderes tribais e religiosos para ajudá-lo a derrubar o governo insurgente. Ele apelou especificamente ao povo iraquiano, ao exército e à polícia para que cumpram "esta pesada tarefa". Em 2 de junho, o "Governo de Defesa Nacional" de Rashid Ali entrou em colapso, e Rashid Ali fugiu para Irã. Abd al-Ilah retornou a Bagdá e foi restaurado como regente. Trabalhando em conjunto com Nuri al-Said, Abd al-Ilah seguiu uma abordagem nacionalista moderada, mantendo ao mesmo tempo laços estreitos com os Aliados. Em 1942, Wendell Willkie viajou para a Grã-Bretanha e o Oriente Médio como representante pessoal do presidente Franklin D. Roosevelt. No Iraque, Abdul Ilah realizou um luxuoso jantar de estado com a presença de Willkie.
Em 1942, Wendell Willkie viajou para a Grã-Bretanha e o Oriente Médio como representante pessoal do presidente Franklin D. Roosevelt. No Iraque, Abdul Ilah realizou um luxuoso jantar de estado com a presença de Willkie. Em 1945, Abd al-Ilah visitou os Estados Unidos. Ele foi o convidado de honra no primeiro jantar de estado oferecido pela nova primeira-dama americana, Bess Truman. O regente do "Iraque amigo" foi agraciado com a condecoração militar Legião de Mérito pelo presidente Harry S. Truman. Em 1953, o príncipe herdeiro Abd al-Ilah renunciou quando Faisal II atingiu a maioridade. Mas ele continuou a ser um conselheiro próximo do jovem rei e um defensor de uma política externa pró-Ocidente.
Em 1955, o Iraque adotou o Pacto de Bagdá (também conhecido como Organização do Tratado Central, ou CENTO). Os outros membros da organização eram Irã, Paquistão, Turquia e Reino Unido. A sede da organização estava inicialmente localizada em Bagdá. Em maio de 1957, o rei Saud fez uma visita de oito dias ao Iraque. Ele foi recebido em sua chegada por Faiçal II, Abd al-Ilah e o primeiro-ministro Nuri al-Said. Foi a primeira visita do rei saudita ao Iraque e comemorou a adesão do Iraque à Federação Árabe e a sua ruptura com a República Árabe Unida de Gamal Abdel Nasser.